# Tiny Gallon
Keith "Tiny" Lee Gallon (nacido el 18 de enero de 1991 en Vallejo, California) es un exjugador de baloncesto estadounidense que disputó ocho temporadas como profesional. Con 2,08 metros de estatura, jugaba en la posición de ala-pívot.

## Trayectoria deportiva

### High School
Gallon asistió a la prestigiosa Oak Hill Academy, donde en su año sénior promedió 16,0 puntos, 10,3 rebotes y 2,4 asistencias, llevando al instituto a un balance de 40 victorias y una derrota. Fue nombrado MVP del equipo y Jugador del Año de Instituto en Virginia. Gallon también disputó el McDonald's All-American Game, en el que fue el máximo anotador con 20 puntos y capturó 7 rebotes en 21 minutos, y el Jordan Brand Classic. En su año júnior firmó 12,1 puntos, 8,8 rebotes y 1,7 asistencias por encuentro. Previamente, Gallon asistió a los institutos Atascocita, en Humble (Texas), y Humble.

### Universidad
Tras dejar el instituto, Gallon jugó al baloncesto durante una temporada en los Sooners de la Universidad de Oklahoma. En su única temporada promedió 10,3 puntos, fue el mejor del equipo en rebotes con 7,9 en 24 minutos de juego, y finalizó sexto en la liga y primero entre los freshman en dobles-dobles con 7.

#### Estadísticas
| Temporada | Equipo           | Partidos | Pts. | Reb. | Asts. | Rob. | Tap. | %TC   | %T3   | %TL   | Min. | Pér. |
| --------- | ---------------- | -------- | ---- | ---- | ----- | ---- | ---- | ----- | ----- | ----- | ---- | ---- |
| 2009–10   | Oklahoma Sooners | 30       | 10,3 | 7,9  | 0,8   | 0,7  | 0,8  | 0,547 | 0,235 | 0,697 | 24,0 | 2,3  |

### Profesional
Fue seleccionado por Milwaukee Bucks en la 47.ª posición del Draft de la NBA de 2010. El 10 de septiembre de 2010 firmó un contrato con los Bucks, pero el 6 de octubre fue despedido por el equipo.